# Juan Carlos Núñez Benicio
Juan Carlos Núñez Benicio (Xerès, 14 de març de 1966) és un exfutbolista andalús, que jugava en la posició de Lateral esquerre.

## Trajectòria
Va començar a destacar al Xerez CD, club en el qual va militar en els períodes 1984-85 i 1988-90. Enmig, va formar amb el San Fernando. Amb el quadre xeresista hi disputa 22 partits i marca dos gols a la 1989-90 en la categoria d'argent.
El 1990 fitxa pel RCD Espanyol, equip amb el qual debuta a la màxima categoria, però tan sols apareix en quatre ocasions amb els catalans. Una greu lesió el manté inactiu durant la major part de la temporada 1990-91. La temporada 1992-93 recala al Palamós CF, tot jugant la Segona Divisió, i dos anys després retorna al Xerez CD.
Després de la seua retirada, ha seguit vinculat al món del futbol com a part del cos tècnic del Xerez.